# Liste der Naturdenkmäler im Bezirk Kufstein
Die Liste der Naturdenkmäler im Bezirk Kufstein listet alle als Naturdenkmal ausgewiesenen Objekte im Bezirk Kufstein im Bundesland Tirol auf. Unter den Naturdenkmälern befinden sich alle Arten von Denkmälern wie Seen, Moore, Parks, eine Fossilfundstätte, ein Flusslauf sowie vor allem Einzelbäume oder Baumgruppen. Mit mehr als 50 Naturdenkmälern weist der Bezirk Kufstein gegenüber anderen Tiroler Bezirken eine sehr hohe Dichte an Naturdenkmälern auf. Mit der „Blauen Quelle“ befindet sich im Bezirk Kufstein das älteste, bestehende Naturdenkmal Tirols. Es wurde 1926 unter Schutz gestellt. Die jüngsten Unterschutzstellungen erfolgten 2011.

## Naturdenkmäler
| Foto |                 | Name                                                                        | ID      | Standort | Beschreibung | Fläche   | Datum |
| ---- | --------------- | --------------------------------------------------------------------------- | ------- | --- | --- | -------- | ----- |
| 1    | Datei hochladen | Haslacher Moor („Spöcklacke“)                                               | ND_5_30 | Bad Häring KG: Häring GrStNr: 728; 823 Standort | Das Moor liegt südwestlich des Haslachhofes und entstand auf Grund einer Doline in einer Sumpfvegetation zwischen blühenden Kulturwiesen und dunkler Nadelwälder. Die Torfmoorpolster sind von Moorbeerpflanzen, Rosmarinheide, Alpen-Rasenbinse und Schlamm-Segge überzogen. |          | 1959  |
| 1    | Datei hochladen | Kaiserjubiläumslinde                                                        | ND_5_60 | Bad Häring, Dorfstraße 8 KG: Häring GrStNr: 1675 Standort | Die rund 15 Meter hohe Sommer-Linde befindet sich neben dem Gasthaus Dorfstube im Ortszentrum von Bad Häring. Sie wurde 1908 anlässlich des 60-jährigen Regierungsjubiläums Kaiser Franz Josephs I. gepflanzt. |          | 1987  |
| 1    | Datei hochladen | Brandenberger Ache, im Gebiet der Gemeinden Brandenberg, Kramsach, Thiersee | ND_5_61 | Brandenberg Standort | Die Brandenberger Ache entsteht aus der Vereinigung von Roter und weißer Valepp in Bayern und fließt Richtung Süden zum Inn. Dabei durchbricht sie die in Ost-West-Richtung verlaufenden Kämme der Brandenberger Alpen in mehreren tief eingeschnittenen Felsschluchten, die sich mit beckenartigen Erweiterungen abwechseln. Die Schluchten sind ein wertvoller Lebensraum für zahlreiche Tier- und Pflanzenarten. |          | 1988  |
| 1    | Datei hochladen | Fossilfundstätten „Atzlriff“                                                | ND_5_41 | Brandenberg KG: Brandenberg GrStNr: 880/3 Standort | Das Atzlriff oberhalb von Brandenberg ist ein fossiles Riff, in dem vor allem Muscheln und Schnecken gefunden werden können. Die Kalksteinschichten wurden in einer steilen Schlucht von einem Bach freigelegt. |          | 1973  |
| 1    | Datei hochladen | Berglsteiner See                                                            | ND_5_05 | Breitenbach am Inn KG: Breitenbach GrStNr: 5157 Standort | Der Berglsteinersee liegt auf 714 m ü. A. in einer Geländemulde am Südhang des Bergrückens vom Voldöppberg zum Zimmerer. Er verläuft von Osten nach Westen und hat eine Länge von rund 220 Metern und eine maximale Breite von 100 Metern. Er ist von Mischwald umgeben, im Osten hat sich eine Verlandungszone mit einem Schilfgürtel gebildet. |          | 1928  |
| 1    | Datei hochladen | Schlosspark Matzen östlicher Teil                                           | ND_5_38 | Brixlegg KG: Brixlegg Standort | Der Landschaftsgarten im englischen Stil aus dem 19. Jahrhundert entstand aus einem versumpften Innauwald. Der 15 Hektar große Park umfasst Gebiete in den Gemeinden Brixlegg und Reith im Alpbachtal, wobei der östliche Teil der Gemeinde Brixlegg 1961 unter Schutz gestellt wurde, der westliche Teil der Gemeinde Reith im Jahr 1972. Der Park umfasst vier künstlich angelegte Teiche, weite Rasenflächen und rund 40 verschiedene Baumarten. Auch Park- und Gartenanlage Nr. 41 DMSG |          | 1961  |
| 1    | Datei hochladen | Bäume entlang des Ebbsbaches                                                | ND_5_58 | Ebbs KG: Ebbs Standort | Bei dem Naturdenkmal handelt es sich um eine rund 1,2 Kilometer lange Allee zwischen Ebbs und dem Inndamm entlang des Ebbsbaches. Die rund 70 Bäume umfassen vor allem Rosskastanien, Winterlinden und Sommerlinden. Zudem schließt das Naturdenkmal eine Stieleiche westlich des Begleitweges ein. |          | 1980  |
| 1    | Datei hochladen | Zwei Linden                                                                 | ND_5_36 | Ebbs KG: Ebbs GrStNr: 688; 699/1 Standort | Bei den beiden Linden handelt es sich um Sommerlinden, die auf einer Wiese östlich von Ebbs neben der sogenannten „Kruck“, einer Geländemulde, wachsen. Die rund 25 Meter hohen Linden weisen bemooste Stämme auf. |          | 1972  |
| 1    | Datei hochladen | Großer Ahornbaum auf der Aschinger Alm                                      | ND_5_47 | Ebbs KG: Buchberg GrStNr: 530/4 Standort | Der Bergahorn befindet sich neben dem Alpengasthaus Aschinger-Alm in 970 m ü. A. Der rund 20 Meter hohe Baum besitzt einen kurzen Stamm mit fünf Metern Umfang, der sich in der Folge in zahlreiche, bemooste Hauptäste vereinzelt. Das Alter des Baumes wird auf mehrere hundert Jahre geschätzt. |          | 1973  |
| 1    | Datei hochladen | Schirmfichte auf der Rietzaualpe                                            | ND_5_20 | Ebbs KG: Ebbs GrStNr: 1296/1 Standort | Die rund 18 Meter hohe Schirmfichte mit Doppelwipfel befindet sich auf 1170 m ü. A. neben der Ritzaualpe am nördlichen Rand des Kaisertals. Der Stamm der Fichte ist fast bis zum Boden mit Ästen bewachsen. |          | 1944  |
| 0 BW | Datei hochladen | Esche an der Ortseinfahrt                                                   | ND_5_32 | Ellmau KG: Ellmau Standort | Esche am im TIRIS beschriebenen Standort 2019 nicht auffindbar. |          | 1961  |
| 1    | Datei hochladen | Bergahorne am Erlerberg                                                     | ND_5_23 | Erl KG: Erl GrStNr: 1096/2; 1035/1; 1096/4 Standort | Das Naturdenkmal besteht aus eine Baumgruppe und mehreren Einzelbäumen, wobei die Baumgruppe aus fünf Bergahornbäumen besteht, die in rund 1000 m ü. A. am Waldrand über dem Parkplatz Spitzstein wachsen. Ein weiterer Bergahornbaum mit einer Höhe von 20 Meter steht rund 200 Meter nordöstlich im Wald. Drei weitere Ahornbäume befinden sich auf der Kuppe des sogenannten Paschenkopfes, nördlich des Gasthauses Moosbauer. |          | 1953  |
| 1    | Datei hochladen | Blaue Quelle, Blauer Gumpen sowie die umgebende Baumgruppe – Quellensee     | ND_5_01 | Erl KG: Erl GrStNr: 520 Standort | Das Objekt ist das älteste bestehende Naturdenkmal Tirols. Es besteht aus der sogenannten „Blauen Quelle“ und einer umgebenden Baumgruppe, die aus Rosskastanien, Buchen, Eichen, Eschen, Linden und Birken besteht. In einer Geländemulde darunter liegt zudem der klare Quellteich mit vielen Algen. |          | 1926  |
| 1    | Datei hochladen | Grattenbergl                                                                | ND_5_29 | Kirchbichl KG: Kirchbichl GrStNr: .84; .85; .86; 1326/1; 1327/1; 1327/3; 1327/4; 1328; 1329; 1330; 1337; 1355/1; 1355/2; 1355/3; 1355/4; 1355/5; 1355/6 Standort | Das Grattenbergl, ein Felsrücken aus Wettersteinkalk östlich von Wörgl gelegen, beherbergt neben Halbtrockenrasen auch bewaldete Flächen mit zahlreichen Laubbäumen. Aus dem Bitumenmergl auf der Südseite tritt bei höheren Temperaturen Bitumen aus. |          | 1956  |
| 1    | Datei hochladen | Eichen in den Hagauer Wäldern                                               | ND_5_57 | Kramsach KG: Voldöpp GrStNr: 1739/1; 1769 Standort | Die geschützten Stieleichen stehen verstreut in einem Talmischwald zwischen Hagau und Habach, der zudem Ahornbäume, Fichten und Buchen beherbergt. Sieben Eichen waren bereits 1955 unter Schutz gestellt worden (ND_5_24), 1978 wurde der Schutz auf 18 Bäume ausgedehnt. |          | 1978  |
| 1    | Datei hochladen | Frauensee                                                                   | ND_5_50 | Kramsach KG: Mariathal GrStNr: 190 Standort | Der Frauensee ist ein sehr flacher Weiher, der sich aus einem Toteisloch in einer Geländesenke unterhalb des Berghanges zum Voldöppberg gebildet hat. Er befindet sich nordöstlich von Kramsach und ist rund 260 Meter lang, 125 Meter breit und ein bis zwei Meter tief. Im ersten Verlandungsstadium eines Stillgewässers befindlich ist der See von einem breiten Schilfgürtel umgeben, der im östlichen Bereich in einen Flachmoorkomplex mit Erlenbruch übergeht. Im See besteht Badeverbot. |          | 1973  |
| 1    | Datei hochladen | Toteisloch am Krummsee                                                      | ND_5_56 | Kramsach KG: Mariathal GrStNr: 329 Standort | Um das östlich des Krummsees liegende Toteisloch hat sich in einer tiefen, dreieckigen Senke inmitten von Mahdwiesen ein Kesselmoor erhalten, das sich im Verlandungsstadium eines Torfmoos-Schwingrasens befindet. Das Moor ändert im Jahresverlauf durch Niederschlag und eintretendes Grundwasser sein Niveau um bis zu einem Meter. Während sich im Zentrum des Moores eine Hochmoorbildung mit Bülten und Schlenken aus Torfmoosen besteht, wird die Fläche am Rand von Großseggen umgeben. Durch Düngung der umliegenden Wiesen kam es zudem zu einer vermehrten Schilfbildung. Im Moor wachsen auch seltene Pflanzen wie der Sumpf-Bärlapp und der Sumpfporst. |          | 1973  |
| 0 BW | Datei hochladen | Seerosenbestände des Reintalersees                                          | ND_5_09 | Kramsach KG: Mariathal GrStNr: 346 Standort | Trotz seiner Nutzung als Badesee haben sich am Reintalersee an mehreren ufernahen Bereichen, insbesondere an der Süd- und Westseite dichte Schwimmblatt-Gesellschaften erhalten. |          | 1931  |
| 1    | Datei hochladen | Linde in Kienbichl                                                          | ND_5_17 | Kufstein KG: Kufstein GrStNr: 1122/1 Standort | Die Sommer-Linde befindet sich auf einem kleinen Platz vor der städtischen Musikschule. |          | 1944  |
| 1    | Datei hochladen | Stieleiche in Kienbichl                                                     | ND_5_19 | Kufstein KG: Kufstein GrStNr: 222/2 Standort | Die rund 20 Meter hohe Stieleiche steht am Beginn der Schützenstraße. |          | 1944  |
| 1    | Datei hochladen | Zwei Sommerlinden bei der Weidachkapelle                                    | ND_5_66 | Kufstein KG: Kufstein GrStNr: 562/11 Standort | Die beiden Sommerlinden flankieren die Weidachkapelle im Ortsteil Endach. Die Linden besitzen ein teilweise lückiges Kronendach. |          | 2005  |
| 1    | Datei hochladen | Baumbestand im Kinkpark                                                     | ND_5_65 | Kufstein KG: Kufstein GrStNr: 540; 545/1; 545/2; 546/1; 546/2 Standort                                                                                           | |          | 1999  |
| 1    | Datei hochladen | Linde im Ortsteil Zell                                                      | ND_5_18 | Kufstein, Zeller Straße 12 KG: Kufstein Standort | Die Sommer-Linde befindet sich westlich des Bahnhofs nahe der Pfarrkirche zum Hl. Martin. |          | 1944  |
| 1    | Datei hochladen | Maistaller Moor                                                             | ND_5_34 | Kufstein KG: Morsbach GrStNr: 117; 139; 156; 202; Standort | Das Maistaller Moor im Ortsteil Morsbach entstand durch Auskolkungen in alten Hochwasser-Rinnen eines vorzeitigen Innflusses. Von der ursprünglichen Maistaller Lacke hat sich nur eine geringe Wasserfläche erhalten, der Großteil ist verlandet und mit einem Schnabelseggenried (Carex rostrata) bewachsen. Im Norden und Westen der Lacke wachsen Schilfröhricht und Steif-Segge. Zudem besteht ein kleiner Grauerlenbestand. |          | 1957  |
| 1    | Datei hochladen | Lindenallee im Ortsteil Zell                                                | ND_5_04 | Kufstein KG: Morsbach Standort | Die aus Sommer-Linden und Winter-Linden bestehende Allee erstreckt sich von der Kirche St. Maria Himmelfahrt ostwärts. |          | 1930  |
| 1    | Datei hochladen | Rotbuche in der Kundler Klamm                                               | ND_5_13 | Kundl KG: Kundl GrStNr: 1282/151 Standort | Die rund 180 Jahre alte Buche befindet sich an einem Steilhang in der Kundler Klamm. |          | 1943  |
| 1    | Datei hochladen | Neun Eschen beim Brachhof                                                   | ND_5_62 | Kundl KG: Kundl GrStNr: .161; 1107; 1117 u. a. Standort | Die geschützten Eschen verteilen sich auf einer Wiese rund um den Brachhof. Der alte Bauernhof liegt in rund 1000 m ü. A. südlich von Kundl in einer Waldlichtung. |          | 1989  |
| 1    | Datei hochladen | Eiche in Oberlangkampfen                                                    | ND_5_54 | Langkampfen KG: Langkampfen Standort | Neben der Stieleiche befindet sich ein Gedenkstein, der mit der Inschrift Kaiser-Jubiläums-Eiche 1908 bezeichnet ist. Der Baum selbst befindet sich auf einer Wiese an einer Wegkreuzung in der Ortschaft Oberlangkampfen. Er wurde anlässlich des 60-jährigen Regierungsjubiläums Kaiser Franz Josephs I. gepflanzt. |          | 1976  |
| 1    | Datei hochladen | Stieleiche                                                                  | ND_5_72 | Niederndorf, Feldgasse 8 KG: Niederndorf GrStNr: 858/5 Standort                                                                                                  | Die Stieleiche wurde 2011 unter Schutz gestellt. |          | 2011  |
| 0 BW | Datei hochladen | Große Linde mit Feldkreuz                                                   | ND_5_46 | Niederndorferberg KG: Niederndorferberg Standort | Die rund 30 Meter hohe Winter-Linde befindet sich unterhalb der Straße südlich des Weilers Hatzenstätt. Am Stamm des Baumes wurde ein Marterl angebracht. |          | 1973  |
| 1    | Datei hochladen | Zwei Linden am Lindenbühel                                                  | ND_5_21 | Radfeld KG: Radfeld GrStNr: .437/2 Standort | Das Baumpaar im Ortszentrum von Radfeld befindet sich vor der Pfarrkirche und besteht aus einer Sommer-Linde und einer Winter-Linde. |          | 1950  |
| 1    | Datei hochladen | Zwei Spitzahorne vor dem Rattenberger Friedhof                              | ND_5_37 | Radfeld, Siedlung 133 KG: Radfeld GrStNr: 2061/3 Standort | Die beiden Spitzahornbäume befinden sich neben dem Aufgang zum Bahnhof am Rattenberger Friedhof. Der Schutz der ursprünglich ebenfalls geschützten Kastanienbäume vor dem Friedhofseingang wurde hingegen widerrufen. |          | 1972  |
| 1    | Datei hochladen | Zwei Linden in Hygna                                                        | ND_5_64 | Reith im Alpbachtal, Hygna 47 KG: Hygna GrStNr: 1010; 1047 Standort                                                                                              | Die beiden Winter-Linden befinden sich am Ufer des Koglerbaches unterhalb des Feuerwehrhauses der Ortschaft Hygna. Zwischen den über 20 Meter hohen Bäumen befindet sich eine Rotbuche, die ebenfalls als Naturdenkmal ausgewiesen ist. |          | 1991  |
| 1    | Datei hochladen | Rotbuche                                                                    | ND_5_28 | Reith im Alpbachtal, Hygna 47 KG: Hygna GrStNr: 1047 Standort | Die mehr als 20 Meter hohe Rotbuche befindet sich am Ufer des Koglerbaches unterhalb des Feuerwehrhauses der Ortschaft Hygna. Sie steht zwischen zwei Winter-Linden, die 1991 ebenfalls zum Naturdenkmal erklärt wurden. |          | 1956  |
| 1    | Datei hochladen | Schlosspark Matzen westlicher Teil                                          | ND_5_39 | Reith im Alpbachtal KG: Reith Standort | Der Landschaftsgarten im englischen Stil aus dem 19. Jahrhundert entstand aus einem versumpften Innauwald. Der 15 Hektar große Park umfasst Gebiete in den Gemeinden Brixlegg und Reith im Alpbachtal, wobei der östliche Teil der Gemeinde Brixlegg 1961 unter Schutz gestellt wurde, der westliche Teil der Gemeinde Reith im Jahr 1972. Der Park umfasst vier künstlich angelegte Teiche, weite Rasenflächen und rund 40 verschiedene Baumarten. Auch Park- und Gartenanlage Nr. 41 DMSG |          | 1972  |
| 1    | Datei hochladen | Eiche auf dem Weg von Reith nach St. Gertraudi                              | ND_5_26 | Reith im Alpbachtal KG: Reith GrStNr: 751 Standort | Die geschützte Stieleiche befindet sich am westlichen Ortsrand von Mühlbichl oberhalb des Matzenparkes. Die Eiche wird auf ein Alter von 500 Jahren geschätzt und ist 25 Meter hoch. Der Stammumfang beträgt vier Meter. |          | 1956  |
| 0 BW | Datei hochladen | 4 Bäume bei der Chiemalpe                                                   | ND_5_67 | Rettenschöss KG: Rettenschöß GrStNr: 720/1 Standort | Die vier Bäume, ein Bergahorn, eine Ulme, eine Esche und eine Linde stehen um die Chiemalpe. |          | 2008  |
| 0 BW | Datei hochladen | Große Weißtanne                                                             | ND_5_70 | Rettenschöss KG: Rettenschöß Standort | Die Weißtanne wird auf ein Alter von rund 180 Jahren geschätzt. Sie erreicht eine Höhe von 38 Meter und einen Stammdurchmesser von 1,16 Meter. Der Stammumfang beträgt 3,96 Meter. |          | 2011  |
| 1    | Datei hochladen | Esche beim Recherhof                                                        | ND_5_33 | Scheffau am Wilden Kaiser, Gaisberg 27 KG: Scheffau Standort | Die Esche befindet sich in einer Wiese neben dem Recherhof oberhalb von Scheffau. Der Baum ist über 25 Meter hoch und gabelt sich in zwei Hauptäste. |          | 1962  |
| 0 BW | Datei hochladen | Markante Linde direkt neben dem sog. Lindenhüttl                            | ND_5_68 | Schwoich KG: Schwoich GrStNr: 1835 Standort | Die geschützte Linde mit einem Stammdurchmesser von 1,5 Meter befindet sich auf der Widschwenter Alm am Erschließungsweg neben dem sogenannten Lindenhüttl. |          | 2011  |
| 0 BW | Datei hochladen | Tanne bei der Hölzentalalm                                                  | ND_5_45 | Söll KG: Söll GrStNr: 164/1 Standort | Die rund 40 Meter hohe „Hölzentaltanne“ steht in der Nähe der Hölzentalalm oberhalb des Hintersteiner Sees am Fuß des Wilden Kaisers in rund 1000 m ü. A. Sie ragt weit aus dem umgebenden Mischwald aus Fichten, Tannen, Buchen, Kiefern und Lärchen heraus. |          | 1973  |
| 0 BW | Datei hochladen | Große Fichte und Tanne am „Kuchelpointweg“                                  | ND_5_51 | Söll KG: Söll GrStNr: 2656 Standort | Die beiden Nadelbäume befinden sich neben einem Forstweg am Waldrand nahe dem Weiler Dorf. |          | 1973  |
| 1    | Datei hochladen | Kaiserjubiläumslinde                                                        | ND_5_63 | Wörgl KG: Wörgl-Kufstein GrStNr: 1066 Standort | Die geschützte Winter-Linde befindet sich neben der barocken Pfarrkirche von Wörgl. |          | 1973  |
| 0 BW | Datei hochladen | Rotbuche                                                                    | ND_5_69 | Walchsee KG: Walchsee GrStNr: 145 Standort | Die sogenannte „Daxauer-Buche“ befindet sich am Abhang oberhalb des Kalvarienberges. Sie besitzt einen kurzen Stamm, der sich in einer Höhe von 1,5 bis 2 Metern in mehrere Hauptäste teilt. |          | 2011  |
| 1    | Datei hochladen | Egelsee mit Uferbereich                                                     | ND_5_10 | Kufstein Standort | Der Egelsee ist ein durch einen eiszeitlichen Gletscher geschaffener Moorsee an der Staatsgrenze zu Deutschland. Er beherbergt große Beständen der Gelben Teichrose sowie ausgedehnte Schilfufer. Zudem bestehen feuchte Verlandungszonen mit Schwingrasen, zahlreichen Moosen, Rundblättrigem Sonnentau, Schneidebinse und Moosbeere. An der Südostseite des Sees liegt eine breite Feuchtwiese mit Pfeifengras. Der Naturdenkmalstatus des 1936 geschützten Sees wurde 1978 auf den Uferbereich ausgedehnt. Im See besteht Badeverbot. |          | 1936  |
| 0 BW | Datei hochladen | Zwillingseibe                                                               | ND_5_07 | Kufstein KG: Thierberg GrStNr: 78/3 Standort | Die Eibe befindet sich unmittelbar neben der Straße zum Thiersee, wobei das Naturdenkmal morsch und durch den Straßenbau mitgenommen ist. |          | 1930  |
| 1    | Datei hochladen | Große Tanne auf der Kar-Schiabfahrt                                         | ND_5_48 | Scheffau am Wilden Kaiser KG: Scheffau Standort | Die quirlförmige Tanne befindet sich auf einer Weide östlich der Steinbergalm am Nordabhang des Wilden Kaisers in 1400 m ü. A. |          | 1973  |
| 1    | Datei hochladen | Eichen in Endach                                                            | ND_5_40 | Kufstein KG: Kufstein GrStNr: 482/4; 429/2; 430 Standort | Es handelt sich um ca. 12 schöne, große Stieleichen an einer Hügelkante am südlichen Rand von Kufstein. Die Eichen bilden einen auffallenden Baumstreifen entlang eines Fußwegs. |          | 1973  |
| 1    | Datei hochladen | Lurchweiher im Kufsteiner Wald                                              | ND_5_59 | Kufstein KG: Kufstein Standort | Der Lurchweiher liegt im Grauerlen-Auwald am südlichen Innufer auf der Höhe des Innkraftwerkes Langkampfen. Der kleine längliche Tümpel hat breite verschilfte Verlandungszonen, auch die freie Wasserfläche wächst langsam mit Schilf zu und ist weitflächig mit Schwimmblattgesellschaften bedeckt. In den Verlandungsbereichen findet sich neben Schilf ein flach überstauter Großseggenbestand (Carex elata) mit Igelkolben (Sparganium) und Sumpfbinse (Scirpus lacustris). Der Weiher wird von Hangwässern gespeist. Der Weiher ist Lebens- und Fortpflanzungsraum einer Reihe von ansonsten selten gewordenen und geschützten Tierarten, darunter mehrere Libellenarten und verschiedene Froschlurche (besonders die Erdkröte (Bufo bufo) und der Grasfrosch (Rana temporaria)). |          | 1986  |
| 1    | Datei hochladen | Thiersee                                                                    | ND_5_06 | Thiersee KG: Thiersee GrStNr: 246 Standort | Der 25 ha große und bis zu 12 m tiefe See liegt in einem vom Maistaller Berg und Pendling umschlossenen Kessel. | 25,14 ha | 1930  |
| 0 BW | Datei hochladen | Große Linde Rohrmoosalm                                                     | ND_5_71 | Thiersee KG: Thiersee Standort | Die Linde befindet sich auf einem Hügel bei der Rohrmoosalm, wobei seine Form augenscheinlich darauf schließen lässt, dass sich daneben noch ein zweiter großer Baum befand. Die Linde teilt sich in ca. 1,5 bis 2 Metern Höhe in mehrere große Teilstämme. |          | 2011  |
| 0 BW | Datei hochladen | Hochmoor oberhalb von Landl                                                 | ND_5_42 | Thiersee KG: Thiersee Standort | Das sogenannte Rohrmoos liegt am Jochberg nördlich der Kapelle des Rohrmoosbauern in 830 m ü. A. Das rund 100 Meter durchmessende Latschenhochmoor ist von Fichtenwald umgeben und besitzt auch offene Wasserflächen. Neben einem starken Latschenbewuchs weist das Hochmoor Vorkommen von Torfmoosen, Preiselbeeren, Heidelbeeren, Heidekraut, Moosbeere, Rosmarinheide und Binsen auf. |          | 1973  |
| 1    | Datei hochladen | Eichen in den Hagauer Wäldern                                               | ND_5_24 | Kramsach KG: Voldöpp GrStNr: 1739/1; 1769 Standort | 1955 wurden in diesem Talmischwald sieben Eichen unter Schutz gestellt. 1978 wurden weitere Eichen (ND_5_57) als Naturdenkmal ausgewiesen. |          | 1955  |

## Ehemalige Naturdenkmäler
| Foto |                 | Name                                                 | ID       | Standort                                    | Beschreibung | Fläche | Datum      |
| ---- | --------------- | ---------------------------------------------------- | -------- | ------------------------------------------- | --- | ------ | ---------- |
| 1    | Datei hochladen | Zwei Buchen – Blutbuche und Grünbuche – Am Thierberg | NDW_5_35 | Kufstein KG: Thierberg GrStNr: 173 Standort | Die Buchen in zwei verschiedenen Farbvarianten von Fagus sylvatica befinden sich an einem Hang bei Gschwend nördlich des Inns nahe der Thierseestraße. Die Erklärung zum Naturdenkmal wurde 2016 widerrufen. |        | 1966       |
| 1    | Datei hochladen | Linde                                                | NDW_5_55 | Niederndorf KG: Niederndorf Standort        | Der Schutz der 1977 unter Schutz gestellten Linde wurde 2006 widerrufen. |        | 24.06.1977 |

| Foto:                    | Fotografie des Naturdenkmals. Klicken des Fotos erzeugt eine vergrößerte Ansicht. Daneben finden sich zwei Symbole: \| Weitere Bilder vorhanden \| Das Symbol bedeutet, dass weitere Fotos des Objekts verfügbar sind. Durch Klicken des Symbols werden sie angezeigt. \| \| Eigenes Foto hochladen \| Durch Klicken des Symbols können weitere Fotos des Objekts in das Medienarchiv Wikimedia Commons hochgeladen werden. \| |
| Name:                    | Bezeichnung des Naturdenkmals laut offiziellen Quellen |
| ID                       | Identifikator |
| Standort:                | Es ist die Gemeinde und falls vorhanden die Adresse angegeben. Darunter sind die Katastralgemeinde (KG) und die Grundstücksnummer angeführt. Durch Aufruf des Links Standort wird die Lage des Denkmals in verschiedenen Kartenprojekten angezeigt. |
| Beschreibung             | Kurze Beschreibung des Naturdenkmals |
| Fläche                   | Fläche des Naturdenkmals in Hektar (ha) |
| Datum                    | Datum oder Jahr der Unterschutzstellung |
| Weitere Bilder vorhanden | Das Symbol bedeutet, dass weitere Fotos des Objekts verfügbar sind. Durch Klicken des Symbols werden sie angezeigt. |
| Eigenes Foto hochladen   | Durch Klicken des Symbols können weitere Fotos des Objekts in das Medienarchiv Wikimedia Commons hochgeladen werden. |